# Ivan II. od Ribagorze
Don Ivan II. (šp. Juan II; Benabarre, 27. ožujka 1457. – Monzón, 5. srpnja 1528.; znan i kao Juan de Aragón na španjolskom ili Joan II de Ribagorça na katalonskom) bio je španjolski plemić; vojvoda Lune, grof Ribagorze i potkralj Napulja.
Bio je sin Don Alfonsa Aragonskog i njegove konkubine, Maríje Junquers te tako polunećak kralja Ferdinanda II. Katoličkog i njegove supruge Izabele I.
Ivanova je supruga bila María López de Gurrea Torrellas; vjenčali su se 24. lipnja 1479. Ovo su djeca Ivana i njegove supruge:
- Marija
- Ivan
- Diego
- Alfons VII. od Ribagorze
- Ana

S nepoznatom ljubavnicom ili ljubavnicama, Don Ivan je bio otac plemića Ivana (umro 1539.) i plemkinje Ivane (žena Garcíje Péreza od Veraiza i Franje de La Caballeríje).
| Prethodnik:                   | Grof Ribagorze | Nasljednik:              |
| Alfons de Aragón y de Escobar | Grof Ribagorze | Alfons VII. od Ribagorze |